# جوش غيليز
جوش غيليز (بالإنجليزية: Josh Gillies)‏ هو لاعب كرة قدم بريطاني، ولد في 12 يونيو 1990 في سندرلاند في المملكة المتحدة. شارك مع منتخب إنجلترا لكرة القدم C ‏. أما مع النوادي، فقد لعب مع كامبريدج يونايتد ونادي كارلايل يونايتد.

## وصلات خارجية
- جوش غيليز على موقع قاعدة بيانات كرة القدم.إي يو (الإنجليزية)
- جوش غيليز على موقع Soccerbase.com (لاعب) (الإنجليزية)
- جوش غيليز على موقع Soccerway.com (الإنجليزية)